# Ametralladora Tipo 89
La designación Tipo 89 se le aplicó a dos ametralladoras aéreas sin relación alguna, que fueron empleadas por el Servicio Aéreo del Ejército Imperial Japonés. Sus contrapartes navales fueron la Tipo 97 y la Tipo 92 (una copia de la Lewis).

## Tipo 89 fija
La primera ametralladora era un arma accionada por retroceso y copiada bajo licencia de la Vickers Clase E, pero que disparaba el cartucho 7,70 x 58 SR Arisaka Tipo 89, siendo mencionada como "fija". Era empleada con un mecanismo sincronizador sobre los capós de los cazas, así como en sus alas. Era alimentada mediante una cinta de eslabones desintegrables de acero. La Tipo 89 fija fue empleada a bordo del Nakajima Ki-27, Ki-43, los primeros cazas Ki-44, los bombarderos ligeros Mitsubishi Ki-30 y Ki-51, el Kawasaki Ki-32 y otros aviones de combate. Las fuerzas chinas y norcoreanas emplearon algunas ametralladoras Tipo 89 capturadas durante la Guerra de Corea.

## Tipo 89 sobre afuste flexible

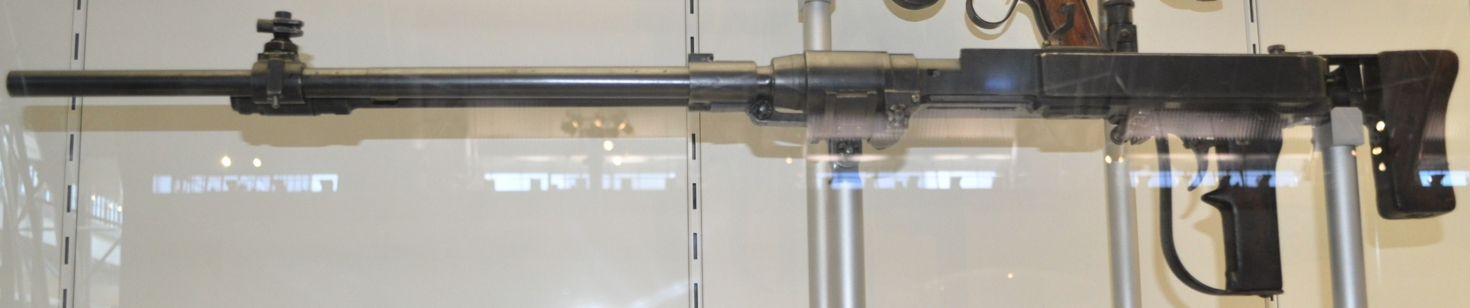
La Tipo 89 "modificada" (ametralladora Te-4) del Centro Steven F. Udvar-Hazy.

La segunda ametralladora era accionada por gas y consistía en dos ametralladoras Tipo 11 modificadas y unidas en una sola unidad, pareciéndose a la MG 81Z alemana. Es usualmente mencionada como "sobre afuste flexible".[cita requerida] Fue un derivado de la otsu-gou, una ametralladora experimental (1922-1929) que era una Tipo 11 puesta de costado y alimentada desde un tambor. Fue recalibrada para disparar el cartucho 7,70 x 58 SR Arisaka Tipo 89, tenía una culata metálica en forma de "Y", agarraderas tipo "mango de pala", cañones sin aletas de enfriamiento (al contrario de la Tipo 11) y era alimentada desde dos cargadores en forma de cuadrante que contenían nueve peines de fusil, de cinco cartuchos cada uno. Esta ametralladora fue empleada como armamento de cola en aviones y algunas fueron empleadas en tierra como armas antiaéreas.[cita requerida] Las Tipo 89 sobre afuste flexible de uno o dos cañones fueron empleadas en la mayoría de aviones del Servicio Aéreo del Ejército Imperial Japonés que tenían estos afustes, tales como los bombarderos pesados Mitsubishi Ki-21, Ki-67 y Nakajima Ki-49, los bombarderos ligeros Mitsubishi Ki-30, Ki-51 y Kawasaki Ki-32, así como el avión de entrenamiento Tachikawa Ki-9 y varios otros aviones en servicio.
Además, también estaba en servicio la ametralladora Te-4 (la designación "Te" se aplicaba a las armas de fuego con un calibre menor a 11 mm, mientras que la designación "Ho" se aplicaba a las armas de mayor calibre, tales como la ametralladora pesada Ho-103 de 12,7 mm y el cañón automático Ho-5 de 20 mm), que tenía un gran parecido con la otsu-gou (de la cual se derivó la Tipo 89 sobre afuste flexible). A causa de esto, se asumió que era una modificación posterior de la ametralladora de dos cañones y fue mencionada como Tipo 89 "modificada".    